# Selské muzeum Michalův statek
Selské muzeum Michalův statek je muzeum a národní kulturní památka České republiky v Pohledi, sídlí přímo na návsi obce v domě čp. 16. Založeno bylo 1. srpna 2004 a od roku 2003 byl objekt statku prohlášen za kulturní památku České republiky, dne 28. května 2014 byl statek prohlášen za národní kulturní památku. Muzeum je zřízeno obcí Pohleď. Na statku působí také Spolek pro obnovu Českého království.

## Historie
Statek byl postaven nejpozději kolem roku 1591, kdy je již rod Michalů zmiňován v Registrech panství světelského. V roce 1788 byl statek Václavem Michalem odkoupen od vrchnosti a v roce 1798 byl rozdělen na dvě poloviny, pozdější majitel Matěj Michal byl mezi lety 1902 a 1926 starostou Pohledu. Po roce 1950 byl statek zestátněn a převeden do majetku místního zemědělského družstva. Po sametové revoluci se statek vrátil rodině Michalů a posledním majitelem byl Karel Michal, ten vlastnil statek až do své smrti v roce 1997, obec pak zásluhou starosty Jindřicha Holuba koupila statek v roce 2000 a do roku 2004 jej rekonstruovala. V roce 2003 byl statek prohlášen za kulturní památku a v srpnu 2004 bylo otevřeno muzeum na statku. V roce 2014 se statek stal národní kulturní památkou.

## Expozice
Statek je štítově orientovanou stavbou směrem do návsi, dvůr statku je uzavřen ze všech stran stavbami, obytnými i hospodářskými. Vstup zabezpečuje dřevěná brána s vraty. V obytné části se nachází několik místností, jako jsou síň, světnice, černá kuchyně či komora. Následuje chlév pro dobytek, ten je spojen přímo s obytným prostorem. Na druhé straně dvora je špejchar, kůlny na dřevo a na nářadí. Posléze jsou součástí stavebního kompletu také menší stavby jako sklep na potraviny – tj. tzv. mléčník, sklep na brambory, studna či samotná brána. Nejmladší stavba v kompletu je vejminek z roku 1924.
Na statku jsou chována domácí zvířata. Na statku jsou prováděny různé akce, které jsou spojeny s tematikou selského muzea.